# 79 Ceti
79 Ceti ist ein, 123 Lichtjahre von der Sonne entfernter, Unterriese der von seinem Planeten, 79 Ceti b alle 75,56 Tage umkreist wird. Der Stern besitzt eine Spektralklasse von G5IV und eine Masse von 1,0 Sonnenmassen.

## Entdeckung des Planeten
Wie viele andere Exoplaneten wurde auch 79 Ceti b mit Hilfe der Radialgeschwindigkeitsmethode entdeckt. Der Planet wurde von Geoffrey Marcy et al. im Jahr 2000 entdeckt.

## Umlauf und Masse des Planeten
Der Planet umkreist seinen Stern in einer Entfernung von ca. 0,35 Astronomischen Einheiten und hat eine Masse von ca. 82,65 Erdmassen bzw. 0,26 Jupitermassen. Sein Radius beträgt Schätzungen zufolge 55.000 Kilometer.